# Joop Baank
Johannes Baank (1933) is een Nederlands activist die in de jaren zeventig als rechtsradicaal bekend werd doordat hij een bom plaatste bij een metrostation om de actievoerders van de Nieuwmarktbuurt in diskrediet te brengen.
Baank was een elektronicus en eigenaar van een technisch bureau. Hij was lid van een sportschuttersvereniging en secretaris van de Partij Nieuw Rechts. Op 17 april 1970 ontvoerde hij Roel van Duijn, destijds gemeenteraadslid van Amsterdam, die hij voorbij Wernhout op 200 meter van de Belgische grens uit de auto zette. Enkele jaren later besloot Baank met zijn vriend Rennie de Leeuw en een bijloper, die hij kende vanuit zijn beroep, een bom te laten exploderen bij het in aanbouw zijnde metrostation Venserpolder in Amsterdam-Zuidoost. Hij beoogde hiermee de actievoerders uit de Nieuwmarktbuurt, die tegen de bouw van de Amsterdamse metro waren, in diskrediet te brengen.
De bom en de ontsteking werden geleverd door Erik Mugge, een medewerker van TNO-Delft. Nadat het tweetal in de nacht van 31 december 1974 op 1 januari 1975 een proefbom van anderhalve kilo had laten ontploffen, ging het duo samen met een derde persoon in de nacht van 13 op 14 februari 1975 naar het metrostation Venserpolder. Daar werden ze aangehouden door zeven politiemensen. Een poging de bom kwijt te raken door deze in een sloot te gooien mislukte, doordat de sloot bevroren bleek. De politie was van het plan op de hoogte gebracht, waarschijnlijk doordat de Binnenlandse Veiligheidsdienst een telefoontap had geplaatst op de telefoonlijn van Max Lewin, de voorzitter van de Partij Nieuw Rechts, waarvan Baank partijsecretaris was.
Baank werd veroordeeld tot vier maanden gevangenisstraf, waarvan twee voorwaardelijk. Hij zou naar eigen zeggen drie maanden hebben gezeten, maar had op een veelvoud daarvan gerekend. Achteraf vond hij het terecht dat hij gevangenisstraf kreeg, zo verklaarde hij in een uitzending van Andere Tijden op 15 november 2005: "Het is te zot voor woorden dat je met zes kilo springstof rondloopt in de Bijlmer." In diezelfde uitzending gaf hij ook toe de chauffeur te zijn geweest van de ontvoering van Van Duijn naar België en dat hij betrokken was bij de verspreiding van biljetten in Amsterdam met de tekst: "f10.000,- voor het lijk van Roel van Duijn". Als reactie op de uitzending deed Van Duijn alsnog aangifte van die ontvoering. Nadat de zaak was geseponeerd spande Van Duijn een 12Sv-procedure aan. Baank zou in dezelfde periode ook GroenLinks en Van Duijn hebben bestookt met haatmails. Van Duijn deed opnieuw aangifte. Ook deze aangifte werd echter geseponeerd. Baank woonde destijds in België.